# Tomorrow (杉本竜一の曲)
『Tomorrow』（トゥモロー）は、杉本竜一が作詞・作曲した楽曲。一般的には合唱曲として知られ、小中学生によく歌われている。
NHK『生きもの地球紀行』のエンディング曲として、1992年に発表された。歌は立花優が担当し（男性。本名：横島正美）、1993年4月25日発売のアルバム『Tomorrow〜NHK「生きもの地球紀行」サウンドトラック』に収録され、1993年5月26日にポリドールからシングルとして発売された。
1996年以後、音楽の教科書にも何度か掲載されている。
合唱曲としてまた卒業式に歌う曲としても有名であるが、何人もの作曲家や編曲家が音楽教材用にアレンジしている。
原曲はト長調だが、合唱曲ではヘ長調に移調されている。

## シングル収録曲
1. Tomorrow
2. Tomorrow（カラオケ）